# Zoé Claessens
Zoé Claessens (Echichens, 28 april 2001) is een Zwitsers BMX'er. Tijdens de Olympische Spelen in 2024 in Parijs won ze een bronzen medaille. Daarnaast is ze viervoudig Europees kampioen en won twee maal zilver tijdens de Wereldkampioenschappen BMX.

## Levensloop
Claessens vader was de oprichter van de Echichens BMX Club, waardoor Zoé Claessens bijna automatisch in het BMX'en actief werd, evenals vier van haar broers en zussen. Haar eerste grootste internationale succes boekte ze in 2018 toen ze bij de junioren zilver won tijdens het wereldkampioenschap. Haar definitieve doorbraak bij de elite was in 2021 toen ze Europees kampioen werd in Heusden-Zolder. In dat jaar stond Claessens ook voor de eerste keer op het podium van een wereldbekerwedstrijd. In 2022 won Claessens twee wereldbekerwedstrijden en eindigde in het eindklassement als tweede.
Tijdens de Europees kampioenschappen in 2023 won Claessens zowel individueel goud als met het Zwitsers team op het onderdeel ploegentijdrit. Een jaar later prolongeerde de Zwiterse haar Europese titel. Eerder dat jaar had ze al zilver gewonnen op het wereldkampioenschap. Met een bronzen medaille tijdens de Olympische Spelen in Parijs voldeed Claessens aan de verwachtingen. Ze was de eerste Zwitser die een medaille behaalde bij het BMX.